# Johannes Böhmer (Musiker)
Johannes Böhmer (* 1984 in Göttingen) ist ein deutscher Jazzmusiker (Trompete, Flügelhorn, Komposition).

## Leben und Wirken
Böhmer erhielt im Alter von sechs Jahren klassischen Klavier- und Gesangsunterricht; fünf Jahre später Trompetenunterricht. Nach Mitwirkung als Trompeter und als Sänger in Aufführungen am Staatstheater Kassel konzentrierte sich sein Interesse mehr auf den Jazz. Er spielte zunächst in der von Uwe Meile geleiteten Bigband Jazztified, der Uni-Bigband Göttingen und den Bands Soulcake & the Horns deelite und Tora Bora Allstars. Zwischen 2001 und 2005 gehörte er dem Landesjugendjazzorchester Niedersachsen „Windmachine“ an, mit dem er auch Tourneen durch Polen, Russland und den Balkan unternahm. 2006 wurde er ins Bundesjazzorchester unter der Leitung von Peter Herbolzheimer aufgenommen und von Ed Partyka, Mike Herting und Niels Klein ausgebildet. Von 2005 bis 2009 studierte er am Conservatorium van Amsterdam Jazztrompete bei Ruud Breuls und Jan Oosthof, daneben 2008 an der Temple University in Philadelphia bei Terell Stafford, John Swana, Dick Oatts und Ben Schachter.
2009 gründete Böhmer gemeinsam mit Johannes Ludwig, Philip Czarnecki, Max Leiß und Julian Fau das Quintett Jean Quadrat, mit dem er zahlreiche Konzerte spielte und die Alben Stories from the Road (2011) und Departure (2015) veröffentlichte. 2010 zog er nach Berlin, um dort als Instrumentalist und Arrangeur freiberuflich zu wirken. Er spielte in den Bands Skazka Orchestra, the K Square, Jazz Stadler, im Omniversal Earkestra,  dem Andromeda Mega Express Orchestra und Magnetic Ghost Orchestra. Im Bereich des traditionellen Jazz war er im Rufus Temple Orchestra und im Syncopation Society Orchestra tätig; Afrobeat spielte er bei Jimi Tenor, bei Mali70 Earkestra und den Polyversal Souls. Im Tuesday Trio mit Sebastian Böhlen und Max Leiß legte er 2022 das Album Goldstandard vor.
Weiterhin arbeitete Böhmer mit Künstlern wie Gunter Hampel, Eric Vloeimans, Julia Hülsmann, Ack van Rooyen, Bert Joris, Pete York, Jesse van Ruller, Gerard Presencer und Formationen wie dem Ed Partyka Jazz Orchestra, Berlin Art Orchestra, Jazzkantine oder dem Sunday Night Orchestra. Ferner war er auch als Theatermusiker und bei Musicalaufführungen aktiv. Zudem ist er auf Alben von Anna Margolina, Das Tigerfest-Ensemble, Die Ärzte, Knudsen / Rudzinskis Space Big Band, Reinhold Schmölzer, Malte Schiller, ruben giannotti_jazz orchestra und Wazabe zu hören.